# 意大利哥特建筑

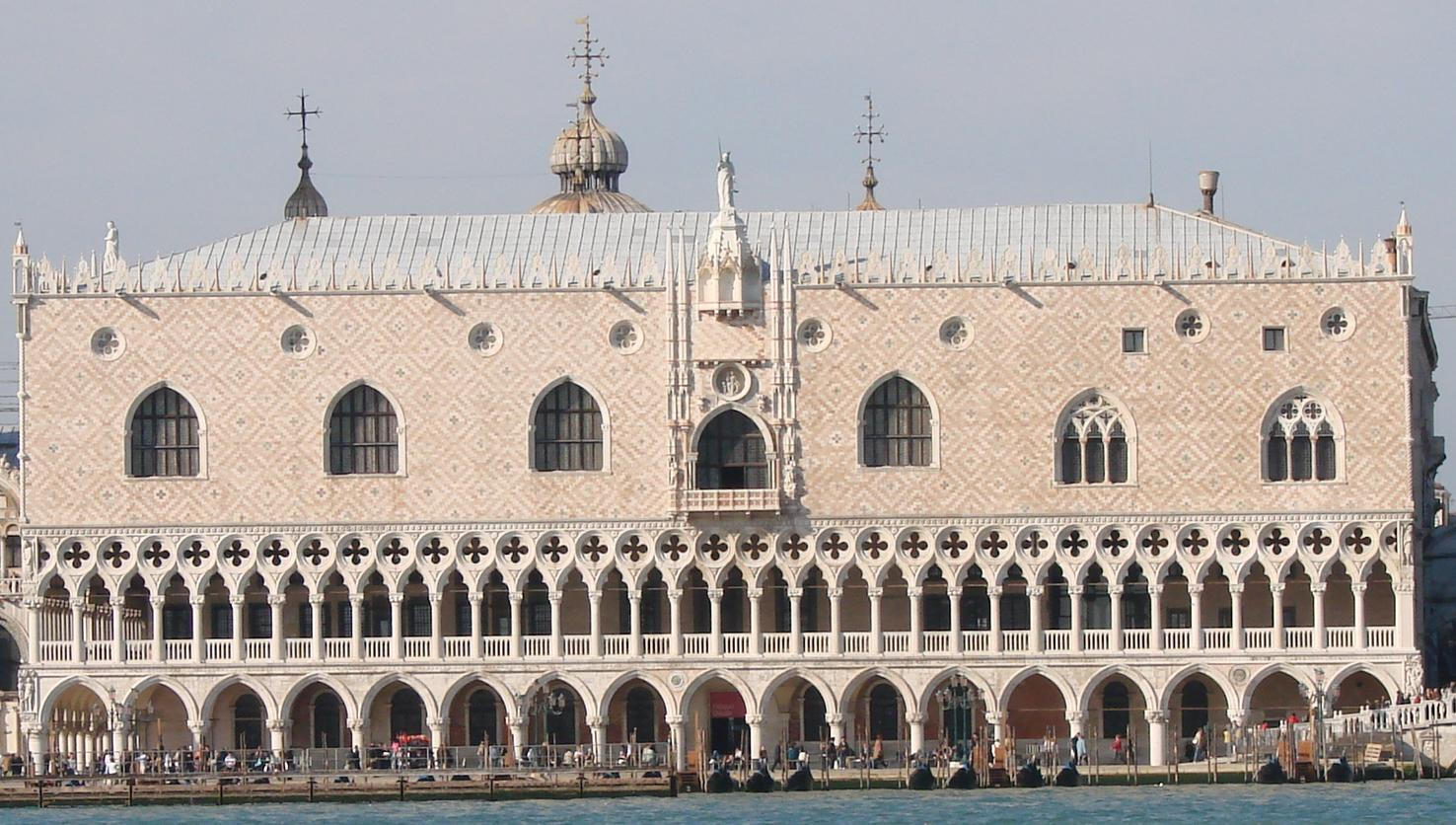
威尼斯总督府

意大利哥特建筑是哥特式建筑在亚平宁半岛的分支，大约始于12世纪末期，持续至15世纪。虽然意大利哥特建筑受到了山北哥特式建筑的影响，但它也展现了许多地中海特色和对古典传统的延续，与法国、德国或英格兰的哥特式建筑在风格上有显著差异，大体形状较为方正和谐、不会过于尖锐。由于意大利诸城邦政治上并不是一个统一体，意大利各地的哥特式建筑也有所不同。

## 托斯卡纳哥特建筑

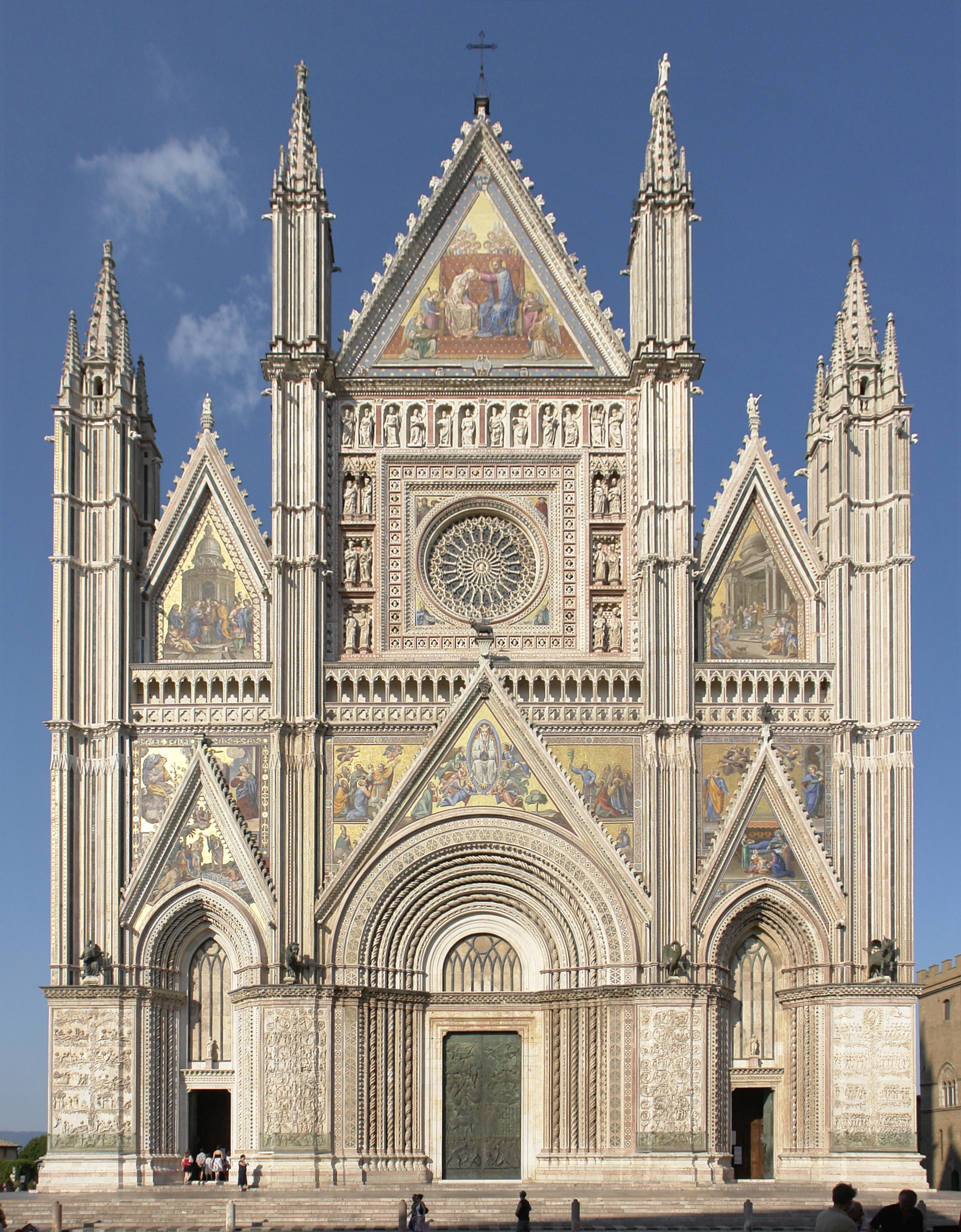
奥尔维耶托大教堂

與通常的哥特式建築差別較大，拥有多重三角形的山墙，以锡耶纳主教座堂和奥尔维耶托主教座堂为代表。